# Diplazium insigne
Diplazium insigne är en majbräkenväxtart som beskrevs av Richard Eric Holttum.
Diplazium insigne ingår i släktet Diplazium och familjen Athyriaceae. Inga underarter finns listade i Catalogue of Life.